# Tailândia
Tailândia är en kommun i Brasilien.   Den ligger i delstaten Pará, i den nordöstra delen av landet, 1 400 km norr om huvudstaden Brasília. Antalet invånare är 79 299.
Omgivningarna runt Tailândia är huvudsakligen savann. Runt Tailândia är det glesbefolkat, med 10 invånare per kvadratkilometer.